# Giuseppe Commisso
Giuseppe Commisso detto U Mastru (Siderno, 1947) è un mafioso italiano della 'ndrangheta e capo della cosca Commisso di Siderno e della Società di Siderno, nonché l'uomo di riferimento in Calabria per l'area Jonica reggina e per il Crimine del Canada e dell'Australia.
In alcune intercettazioni afferma di dover risolvere questioni di ben 96 locali che fanno capo a Siderno.

## Commisso e la Lombardia
Da quando nel 2008 iniziano i movimenti secessionisti di Carmelo Novella in Lombardia, anche Commisso si interessa della situazione e da un'intercettazione di un certo Pietro Panetta si viene a conoscenza di cosa ne pensa: "U mastro non vuole vederlo nemmeno sulla carta geografica". Il 12 giugno 2008 Carmelo Novella, ex capo della struttura lombarda della 'ndrangheta verrà ucciso per decisione del Crimine.

## L'operazione Crimine e Crimine 2
Giuseppe Commisso viene arrestato nel 2010 con l'operazione Crimine. 
Da quell'operazione si scopre che oltre ad essere il reggente dell'omonima cosca sidernese ed essere il capo-locale del locale di Siderno, era l'uomo di riferimento per il Crimine del Canada e dell'Australia, organismi di 'ndrangheta che fanno da raccordo con le locali del territorio canadese e australiano.
Dalle intercettazioni sono scaturite conversazioni sull'assetto della 'ndrangheta australiana con Tony Vallelonga residente a Stirling, sobborgo di Perth, arrestato durante l'operazione Crimine 2.
L'8 marzo 2012 si conclude il processo e tra tutti gli imputati riceve la pena più grave, affrontando il processo con rito abbreviato, a 14 anni e 8 mesi di carcere che sta scontando nel carcere di Novara.

## Familiari
Durante l'operazione Falsa Politica del 2012 viene arrestato Domenico Commisso, consigliere comunale di Siderno.